# Butyldiglycol
Butyldiglycol (systematisch: 2-(2-Butoxyethoxy)ethanol) ist eine schwer flüchtige (d. h. hoch siedende) klare Flüssigkeit mit sehr schwachem Geruch. Es dient als Lösemittel für Farben und Lacke, in der chemischen Industrie, in Haushaltsreinigern, Brauchemikalien und in der Textilverarbeitung. Ferner dient die Substanz als Ausgangsmaterial für chemische Synthesen.
Es wird hergestellt aus n-Butanol mit Ethylenoxid. 2003 produzierte Dow Chemical 53.000 Tonnen.

## Sonstiges
Exxon gab 2014 bekannt, dass Butyldiglycol zusammen mit Cholinchlorid Basis ihrer nach eigenen Aussagen umweltfreundlichen und in der verwendeten Dosierung für Menschen ungefährlichen Fracking-Flüssigkeit ist.